# Aggettivo interrogativo ed esclamativo

## Interrogativi
Gli aggettivi interrogativi introducono una domanda sulla qualità, la quantità o l'identità dei nomi a cui si riferiscono. Essi si usano sempre prima del nome e non sono mai preceduti dall'articolo.
Gli aggettivi interrogativi possono essere usati sia in domande dirette sia in domande indirette:
- Che film hai visto?                      (= interrogativa diretta)
- Quale attore preferisci?                  (= interrogativa diretta)
- Quante volte vai al cinema?               (= interrogativa diretta)
- Mi sto domandando che lavoro intendi svolgere         (= interrogativa indiretta)
- Dimmi in quale città abiti                (= interrogativa indiretta)
- Luigi chiese quanto tempo Giovanni pensava di restare       (= interrogativa indiretta)

## Esclamativi
Gli aggettivi che, quale e quanto, usati nelle interrogative sopra proposte, possono anche introdurre un'esclamazione. In questo caso sono detti aggettivi esclamativi:
- Che splendido panorama!
- Quale meraviglia questo tramonto!
- Quanti parenti sono venuti a salutarci!

## Comparazione
Gli aggettivi interrogativi ed esclamativi, dunque, hanno forma identica; cambia soltanto la loro funzione.
Per quanto riguarda la forma:
| Aggettivo           | Caratteristiche                                                                                | Esempi                                                              |
| ------------------- | ---------------------------------------------------------------------------------------------- | ------------------------------------------------------------------- |
| che                 | è invariabile ed equivale a quale, quanto                                                      | Che colpa ho? Che rumore!                                           |
| quale               | è variabile solo nel numero (quali) e indica l'identità o la qualità del nome cui si riferisce | In quale città ti piacerebbe vivere? Quali sorprese ci aspettavano! |
| quanto (-a, -i, -e) | è variabile in genere e numero e riguarda la quantità del nome cui si riferisce                | Quanta farina serve? Quanti caffè bevi in un giorno!                |